# 아리마 기요즈미
아리마 기요즈미(일본어: 有馬清純, 간에이 21년 음력 1월 7일(1644년 2월 14일) ~ 겐로쿠 15년 음력 12월 10일(1703년 1월 26일))는 에도 시대 전기부터 중기까지의 다이묘이다. 하루노부계 히젠 아리마씨 제4대 당주.
휴가 노베오카 번주 아리마 야스즈미의 적남으로 태어났다.

## 생애
엔포 7년(1679년) 11월 27일, 아버지의 은거로 가독을 계승하였다. 이때 동생의 준이키(純息)와 준토미(純富)에 맞춰 2800석을 나눠줬다. 그러나 번정에서 악정을 베풀었기 때문에 겐로쿠 3년(1690년)에 영내에서 야마카게(山陰)·쯔보야무라(坪谷村) 잇키(一揆)가 일어났고, 그 책임을 물어 겐로쿠 5년(1692년)에 무성 다이묘로 격하된 후 에치고 이토이가와(糸魚川)로 이봉되었다.
겐로쿠 8년(1695년) 5월, 에치젠 마루오카에 이봉된다. 겐로쿠 15년(1702년) 12월 10일, 59세로 순절했다, 대를 적남인 가즈노리가 이었다.